# Andrea Mantovani
Andrea Mantovani (ur. 22 czerwca 1984 w Turynie) – włoski piłkarz występujący na pozycji środkowego obrońcy.

## Kariera klubowa
Andrea Mantovani zawodową karierę rozpoczynał w 2001 roku w Torino Calcio. W jego barwach 13 stycznia 2003 roku w zremisowanym 0:0 meczu z Calcio Como zadebiutował w rozgrywkach Serie A. W drużynie „Granata” pełnił jednak rolę rezerwowego, dlatego też sezon 2003/2004 spędził na wypożyczeniu w Triestinie Calcio. Mantovani rozegrał dla niej 39 spotkań w drugiej lidze i strzelił dwie bramki. Po powrocie do Torino zaczął już grywać w wyjściowym składzie i brał udział w 32 pojedynkach sezonu 2004/2005.
Po zakończeniu ligowych rozgrywek Mantovani podpisał kontrakt z Chievo Werona i zadebiutował w nim 28 sierpnia 2005 roku podczas spotkania z Juventusem. W sezonie 2005/2006 razem z Chievo zajął czwarte miejsce w pierwszej lidze. W kolejnym sezonie Chievo spadło jednak do Serie B, lecz po roku powróciło do najwyższej klasy rozgrywek we Włoszech. 19 października 2008 roku w siódmej kolejce sezonu 2008/2009 Mantovani strzelił bramkę w zremisowanym 1:1 meczu z Atalantą BC, natomiast 29 października w dziewiątej kolejce zaliczył samobójcze trafienie w przegranym 1:2 spotkaniu z S.S. Lazio. 28 października 2009 roku Mantovani w swoim setnym ligowym meczu dla Chievo zdobył bramkę, a jego zespół pokonał Calcio Catania 2:1. Zawodnikiem Chievo był do roku 2011.
Następnie występował w US Palermo, Bolonii, Perugii, Vicenzy oraz Novarze.

## Kariera reprezentacyjna
Mantovani ma za sobą występy w młodzieżowych reprezentacjach Włoch. Grał w drużynach do lat 16, 17, 18, 19, 20 oraz 21, dla których łącznie rozegrał 64 mecze. Strzelił w nich jednego gola, kiedy to 7 kwietnia 2000 roku wpisał się na listę strzelców w zremisowanym 2:2 pojedynku z zespołem Anglii do lat 16. W drużynie do lat 21 Mantovani po raz pierwszy wystąpił 11 maja 2004 roku w zwycięskim 3:1 pojedynku przeciwko Polsce. Jego największym sukcesem jest Mistrzostwo Europy U-19, które zdobył w 2003 roku.